# Cratere Al-Hamadhani
Al-Hamadhani è un cratere d'impatto presente sulla superficie di Mercurio, a 39,02° di latitudine nord e 91,95° di longitudine ovest. Il suo diametro è pari a 164 km.
Il cratere è dedicato allo scrittore arabo Badi' al-Zaman al-Hamadhani.